# Školník
Školník je specializovaný školský pracovník (správce školy), který zajišťuje technickou správu budovy a ostrahu příslušné školy v době mimo vyučování, dále zde také obvykle zajišťuje i běžnou provozní údržbu. Je podřízen řediteli školy. V minulosti bylo zcela běžné, že školník měl v příslušné škole k dispozici svůj vlastní služební byt, bydlel tedy přímo ve škole. Na vysokých školách se tato funkce nazývala dříve pedel, dnes již má pouze symbolický význam. Podobnou funkci v bytových domech zastával kdysi také domovník nebo správce.